# Гуртожиток

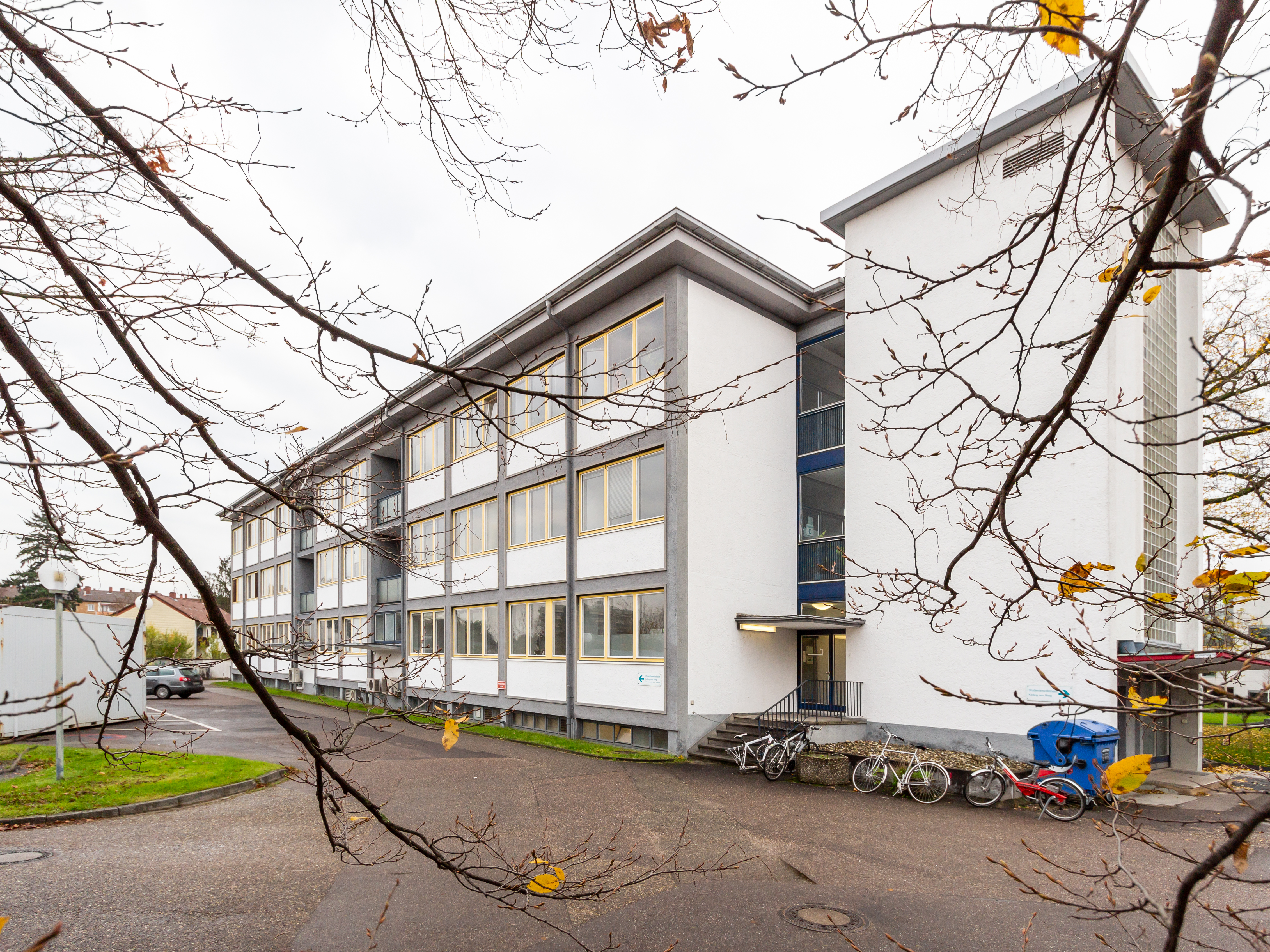
Студентський гуртожиток у Німеччині

Гурто́житок, у його попередньому задумі, був призначений для тимчасового, сукупного проживання учнів, студентів, працівників підприємств, як тимчасових, так і постійних «молодих спеціалістів» за направленнями навчальних закладів. Бувають малосімейні гуртожитки та холостяцькі гуртожитки, які раніше мали назву «молодіжних», розділяються на «чоловічі» та «жіночі». З розвалом Радянського Союзу мешканці у гуртожитках залишились надовго, тому статус «молодіжних» існує лише формально. Слід також розрізняти:
студентські гуртожитки, робітничі гуртожитки та гуртожитки нелегалів. Як правило, площа у гуртожитках розподіляється з нормативу 6 м² на одного мешканця (так зване «ліжко-місце»). Для м. Київ: 5 м² на одну особу. У одній кімнаті може проживати різна кількість людей залежно від площі кімнати та цих нормативів. Рівень комфорту в гуртожитках є достатньо низьким і залежить від конкретних умов.
У Середньовіччі гуртожитки при університетах для бідних студентів (а в Росії — при духовних училищах й семінаріях до 1917 року) називалися бурсами.
Зі зміною суспільно-політичного ладу в Україні гуртожитки для багатьох українців стали постійним місцем проживання без надії на одержання іншого житла.
Керівники багатьох підприємств гуртожитки дуже часто перепродають, а мешканців намагаються виселяти, попередньо позбавляючи комунальних послуг, що призводить до масових протестних акцій, завдяки яким в останні роки відбулись суттєві зміни у законодавстві України стосовно гуртожитків. Кімнати в гуртожитках, які не належать до житлового фонду соціального призначення, навчальним закладам та знаходяться у комунальній власності дозволено приватизувати мешканцям, що у них проживають. Слід також зазначити, що переважна кількість робітничих гуртожитків знаходиться у статутних фондах акціонерних товариств або має відомче підпорядкування. У таких будинках мешканці не мають права на приватизацію займаних помешкань.
- Закон України «Про приватизацію державного житлового фонду» (1992) [Архівовано 27 вересня 2021 у Wayback Machine.]
- Про затвердження Положення про порядок передачі квартир (будинків), жилих приміщень у гуртожитках у власність громадян (2009) [Архівовано 17 серпня 2019 у Wayback Machine.],
 за яким гуртожитки розподіляються на два основних типи коридорні та блочні.
- Постанова Ради Міністрів Української РСР «Про затвердження ставок плати за проживання в гуртожитках підприємств, організацій і установ, підпорядкованих раднаргоспам, міністерствам, відомствам і місцевим Радам Української РСР» (1965) [Архівовано 1 травня 2022 у Wayback Machine.]